# Gullruten
 (juin 2024).
Gullruten (« Écran d'or ») est une cérémonie annuelle de remise de prix de l'industrie télévisée norvégienne, créée en 1998 par Norske Film- og TV-produsenters forening, l'. Le comité de remise des prix comprend des représentants des grandes compagnies des chaînes de télévision nationales norvégiennes : NRK, TV 2, TV3 et TVNorge. En 1998, le spectacle a été animé par Nadia Hasnaoui, et de 1999 à 2012, par Dorthe Skappel. De 2013 à 2020, le show a été animé par Henriette Steenstrup et John Brungot. Depuis 2021, il est animé par Helene Olafsen, une ancienne snowboardeuse de haut niveau. 
Les dénominations des catégories varient selon les années. 
Le prix est décerné tous les ans, à l'exception de 2020, en raison du coronavirus, parce qu'il était considéré que les prix "devraient être remis dans une salle remplie de collègues de l'industrie qui se lèvent à l'unisson et rendent hommage à ceux qui ont contribué à créer des souvenirs impérissables pour les téléspectateurs".

## Site officiel
- http://www.gullruten.no